# Аби (мифология)
Аби (также известен как Аба) — бог смерти в древнеегипетской мифологии, о котором известно со времён Среднего царства.

## Мифологический контекст

### Среднее царство
В Текстах саркофагов Среднего царства подтверждается мысль о том, что в Дуате умерший принимает облик пантеры. На одном из «магических ножей» есть изображение богини Мафдет, указывающее на солярный и небесный характер пантеры. Её можно рассматривать как одно из положений Солнца на небосклоне. Вся композиция, включая голову пантеры, заканчивается крыльями существа, которое не удалось идентифицировать. Поэтому египтологи полагают, что всё изображённое заключено в теле небесной пантеры.
Примерно к тому же периоду относится первое упоминание о пантере женского пола, которая ещё в период Древнего Царства была изображена как «рождающая божественную пантеру» (Netjeret Pehet) на рельефе в комнате сезонов солнечного святилища Ниусерры.

### Новое царство
В период Нового царства на первый план кроме этого выходит защитная функция божества Аби. Когти (анут) божественной пантеры Аби «пребывают на усопшем» и тем самым защищают его от сил зла.

### Греко-римский период
С началом греко-римского периода Аби стал прежде всего ипостасью Анубиса, а также Нефтиды. Защитная функция шкуры пантеры напрямую связана с происхождением этого атрибута: по преданию изначально sem-жрец использовал шкуру пантеры в качестве магической защиты, поскольку Сет, спасаясь от Тота и Анубиса, превратился в небесную пантеру, но в конце концов был схвачен и сожжён. Создание имиута из содранной шкуры пантеры отвратило угрозу со стороны Сета.